# Emil Jelínek
Emil Jelínek (* 15. prosince 1943 Praha) je český geolog, geochemik a vysokoškolský pedagog.

## Profesní kariéra
Působí jako docent na Ústavu geochemie, mineralogie a nerostných zdrojů Přírodovědecké fakulty Univerzity Karlovy v Praze, přičemž mezi lety 1990-1999 působil i jako jeho ředitel.
Během své kariéry se podílel na mnoha vědeckých článcích jako autor či spoluautor. V roce 2020 mu byla při příležitosti oslav 100 let Přírodovědecké fakulty Univerzity Karlovy  děkanem udělena pamětní medaile za jeho celoživotní přínos.